# Ervīns Muštukovs
Ervīns Muštukovs (né le 7 avril 1984 à Riga, en RSS de Lettonie) est un joueur de hockey sur glace letton occupant la position de gardien de but.

## Biographie
Ervīns Muštukovs commence sa carrière en 1999 dans sa ville natale, Riga, où il joue pour le HK NIK's Brih Riga. L'année suivante, il s'engage avec les Stalkers Juniors Daugavpils, un autre équipe de Lettonie, avec qui il joue pendant trois ans
En 2003, il fait le saut en Amérique du Nord et rejoint les Voltigeurs de Drummondville en LHJMQ. Il n'y reste qu'un an avant de retourner en Lettonie jouer pour le HK Liepājas Metalurgs. En 2006, il retourne sur le continent américain pour jouer dans la Southern Professional Hockey League et l'East Coast Hockey League. Durant les deux années passées dans ces ligues, il joue pour les Jackals d'Elmira, le Storm de Toledo et les Ice Bears de Knoxville. Mais il est aussi engagé comme remplaçant par les Gladiators de Gwinnett, les Cyclones de Cincinnati et même le Moose du Manitoba de la Ligue américaine de hockey.
L'année suivante, il joue la majorité de la saison avec une équipe lettone en Biélorussie, le HK Riga 2000, mais participe aussi à trois matchs de KHL avec le Dinamo Riga.
Par la suite, il parcourt l'Europe en jouant encore en Lettonie, puis au Royaume-Uni, en Suède et enfin au Danemark. En 2015, il signe un contrat avec les Brûleurs de loups de Grenoble de la Ligue Magnus.
Au niveau international, il est remplaçant durant deux Jeux olympiques. Il participe aussi à plusieurs championnats du monde.